# Dhamaura
Dhamaura (en népalais : धमौरा) est un comité de développement villageois du Népal situé dans le district de Mahottari. Au recensement de 2011, il comptait 14 250 habitants.